# Ciao amore, ciao/E se ci diranno
Ciao amore, ciao/E se ci diranno è un 45 giri del cantautore italiano Luigi Tenco, pubblicato nel gennaio 1967.

## Il disco
Ciao amore, ciao, inedito, partecipò al Festival di Sanremo 1967.

Ognuno è libero è tratto dall'album Tenco del 1966.

## Tracce
LATO A
1. Ciao amore ciao (Luigi Tenco; edizioni musicali RCA e Ricordi)

LATO B
1. E se ci diranno (Luigi Tenco; edizioni musicali RCA e Ricordi)

## Formazione
- Luigi Tenco - voce
- 4+4 di Nora Orlandi - coro in Ciao amore ciao
- Gian Piero Reverberi - direzione orchestra in Ciao amore ciao
- Ruggero Cini - direzione orchestra in E se ci diranno